# Municipio de Santa María Colotepec
El municipio de Santa María Colotepec es uno de los 570 municipios en que se divide el estado mexicano de Oaxaca, localizado en la Costa de la entidad. Su cabecera es la localidad de Santa María Colotepec y su localidad más poblada es Brisas de Zicatela.
No se sabe exactamente la época en la que se fundó Santa María Colotepec, ya que únicamente se cuenta con los títulos de composición expedidos por el gobierno de 1714, que les dio posesión los subdelegados de Atatlauca D. Leonardo Roldan y Moscon, el de Chichicapam y Zimatlan D. Manuel Rebollo.

## Geografía
El municipio de Santa María Colotepec se encuentra en el sur del estado de Oaxaca, forma parte de la Región Costa y del distrito de Pochutla.
Tiena una extensión territorial de 415.837 kilómetros cuadrados y sus coordenadas geográficas extremas son 15°44′ - 15°59′ de latitud norte y 96°48′ - 97°4′ de longitud oeste. Su altitud fluctúa entre 0 y 1100 metros sobre el nivel del mar.
El municipio limita al noroeste con el municipio de San Pedro Mixtepec -Distrito 22-, al norte con el municipio de San Sebastián Coatlán, al noreste con el municipio de San Baltazar Loxicha y el municipio de San Bartolomé Loxicha, al este limita con el municipio de Santa María Tonameca y al sur con el Océano Pacífico.

## Hidrología
La disponibilidad espacial del recurso hídrico, en el municipio de Santa María Colotepec, resulta indispensable para su desarrollo, por lo que resulta importante la descripción de diversas cuencas hidrográficas y su ubicación dentro del territorio. 

### Cuenca del Río Colotepec
En la Sierra Sur de Oaxaca con vista al Océano Pacífico, lugar de residencia del pueblo conocido como Chatinos, se encuentra el inicio de la cuenca del Río Colotepec (CDI, 2009). Su escurrimiento se fundamenta en la orografía de la zona montañosa que se extiende desde Noroeste del municipio de San Bartolomé Loxicha con dirección hacia el suroeste del mismo, pasa irrigando el municipio de Santa María Colotepec hasta llegar a desembocar al Océano Pacífico.
Al paso del cauce del río Colotepec se encuentran varias localidades, la cuales se ven beneficiadas directa o indirectamente de los afluentes que las llegan a proveer de agua, de igual manera, esto representa problemas durante la temporada de lluvia intensa pues el caudal crece provocando inundaciones. Zonas como la cabecera municipal de Santa María Colotepec, la localidad de El Bajo, Los Naranjos, El Camarón, Barra de Navidad y Barra de Colotepec están circunscritas por la vertiente de este río, lo que las hace más vulnerables. Otras zonas como Brisas de Zicatela y La Nopalera son irrigadas por corrientes intermitentes que en algunos casos se secan haciendo que la población disponga los lechos secos para construir vivienda o como camino.

### Cuenca del Río Valdeflores.
Al igual que la Cuenca del Río Colotepec, esta cuenca inicia en la Sierra Sur de Oaxaca, recorriendo el territorio municipal de San Bartolomé Loxicha. Las vías que circunscriben esta cuenca se encuentran en zonas con diversas altitudes generando una variedad de climas y zonas ecológicas con diferentes tipos de vegetación. Termina en la planicie costera del Pacífico introduciéndose al municipio de Santa María Colotepec.

## Infraestructura
Para llegar a este destino se cuenta con 2 vías de comunicación alternas, por la carretera 201 que atraviesa la ciudad de Puerto Escondido y por la carretera Oaxaca - Salina Cruz.
Con la construcción de la autopista Oaxaca - Puerto Escondido, tramo Ventanilla - Barranca Larga se reducirá el tiempo de viaje a 2 horas 30 minutos con la capital del Estado.

## Demografía
De acuerdo a los resultados del Censo de Población y Vivienda realizado en 2010 por el Instituto Nacional de Estadística y Geografía; la población total del municipio de Santa María Colotepec asciende a 22 562 habitantes, de los que 11 104 son hombres y 11 458 son mujeres.

### Localidades
El municipio incluye en su territorio un total de 68 localidades incluyendo grandes colonias como la Colonia Lázaro Cárdenas, Santa María, Los Tamarindos, Emiliano Zapata y Brisas de Zicatela. Considerando su población del censo de 2010 son:
| Localidad              | Población |
| Total Municipio        | 22 562    |
| Brisas de Zicatela     | 9 771     |
| Santa María Colotepec  | 1 369     |
| La Barra de Colotepec  | 1 224     |
| Barra de Navidad       | 705       |
| Colonia Libertad       | 640       |
| Ventanilla             | 634       |
| El Tomatal             | 628       |
| Juan Diego             | 537       |
| San José el Quequestle | 305       |
| Loma Bonita            | 294       |
| Mata de Bule           | 293       |
| Río Valdeflores        | 254       |

## Política
El gobierno del municipio de Santa María Colotepec corresponde a su ayuntamiento. Este es electo por el principio de Usos y costumbres
Por tanto su elección es como en todos los municipios mexicanos, por sufragio directo, universal y secreto para un periodo de tres años no renovables para el periodo inmediato pero si de forma no consecutiva; el periodo constitucional comienza el día 1 de enero del año siguiente a su elección.
El Ayuntamiento se integra por el presidente municipal, un Síndico y un cabildo formado por tres regidores.

### Representación legislativa
Para la elección de diputados locales al Congreso de Oaxaca y de diputados federales a la Cámara de Diputados federal, el municipio de Santa María Colotepec se encuentra integrado en los siguientes distritos electorales:
Local:
- Distrito electoral local de 25 de Oaxaca con cabecera en San Pedro Pochutla.[6]

Federal:
- Distrito electoral federal 11 de Oaxaca con cabecera en Santiago Pinotepa Nacional.[7]